# Первомайский (Костромская область)
Первомайский — поселок в Межевском муниципальном округе Костромской области.

## География
Находится в северной части Костромской области на расстоянии приблизительно 4 км на север по прямой от села Георгиевское, административного центра округа.

## Достопримечательности
Остатки пейзажного парка усадьбы «Марьинское» дворян Фигнеров.

## Население
Постоянное население составляло 205 человек в 2002 году (русские 99 %), 119 в 2022.